# Тарзан у Мангеттені
Тарзан у Мангеттені (англ. Tarzan in Manhattan) — американський пригодницький бойовик 1989 року.

## Сюжет
Спокійне життя в африканських джунглях для Тарзана закінчилася з появою групи мисливців під командуванням містера Брайтмора, який не тільки убив його матір шимпанзе Калу, а й викрав його подругу шимпанзе Читу. Мисливці не залишили жодних слідів, крім коробки сірників з адресою: Нью-Йорк, 5-а вулиця, будинок 22. Підпис «Чорний звір». Тарзан вирішується на необачний крок — кинутися навздогін за викрадачами і вбивцями в незвіданий світ під назвою Нью-Йорк.

## У ролях
- Джо Лара — Тарзан
- Кім Кросбі — Джейн Портер
- Джеймс Медіна
- Ян-Майкл Вінсент — Брайтмор
- Джо Сенека
- Тоні Кертіс — Архімед Портер
- Пітер Шерайко
- Роберт Бенедетті
- Джим Дуган
- Олівер Мюрхед
- Дарнелл Грегоріо-Де Пальма
- Джоель Карлсон
- Джеррі Квіні
- Террі Майлнес
- Родні Солсберрі
- Дон МакЛеод
- Бак Янг
- Крістофер Керролл